# Grigori Jewsejewitsch Sinowjew

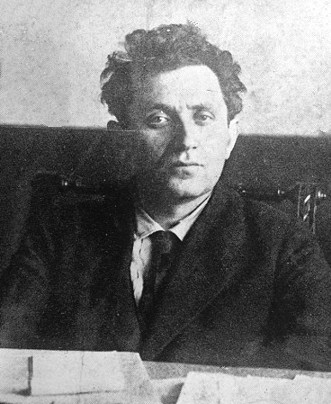
Grigori Sinowjew

Grigori Jewsejewitsch Sinowjew (russisch Григо́рий Евсе́евич Зино́вьев, wiss. Transliteration Grigorij Evseevič Zinov'ev; eigentlich: Owsej-Gerschen Aronowitsch Radomyslski-Apfelbaum; * 11. Septemberjul. / 23. September 1883greg. in Nowomirgorod im Gouvernement Cherson; † 25. August 1936 in Moskau) war ein sowjetischer Politiker und marxistischer Theoretiker. Er war von 1921 bis 1926 Mitglied im Politbüro der bolschewistischen Partei sowie von 1919 bis 1926 gleichzeitig Vorsitzender der Kommunistischen Internationale. Ursprünglich ein enger Weggefährte von Josef Stalin, wurde er im Zuge der stalinistischen Säuberungen hingerichtet.

## Leben

### Herkunft

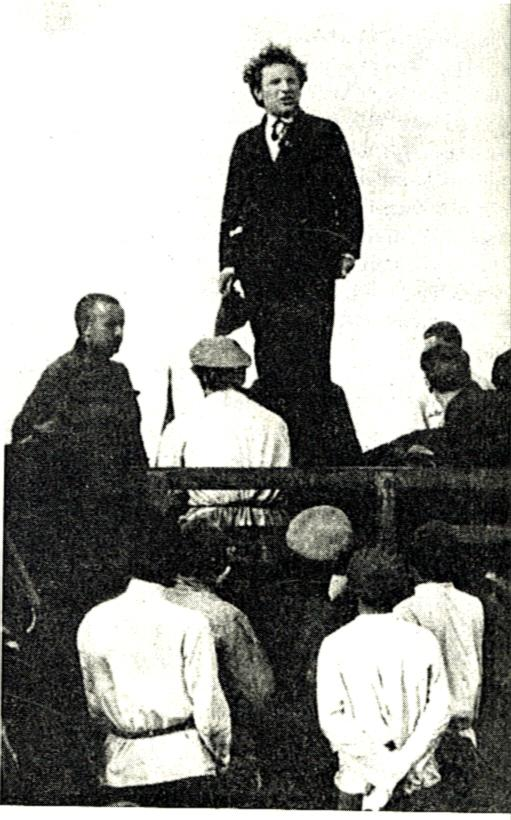
Sinowjew während einer Rede

Sinowjew, jüdischer Abstammung, mit ursprünglichem Familiennamen Radomyslski (russisch Радомысльский) – der Name Apfelbaum wird von einigen Quellen generell bestritten –, wurde im ukrainischen Nowomirgorod geboren. Seine Eltern übersiedelten jedoch bereits in seiner frühesten Kindheit nach Jelisawetgrad.
Später heiratete er Sarra Naumowna Rawitsch, die Ehe wurde jedoch wieder geschieden.

### Mitarbeiter Lenins
Sinowjew war enger Vertrauter Lenins, mit dem er eine lange Zeit zusammen im Exil verbrachte und mit dem er auch vor der Oktoberrevolution aus der Schweiz zurückkehrte.
Im Dezember 1917 wurde er als Nachfolger des zum Volkskommissar ernannten Leo Trotzki zum Vorsitzenden des Petrograder Sowjets gewählt, was er bis 1926 blieb.
Im September 1918 brachte Sinowjew bei einem Treffen von Kommunisten in Petrograd, so der antikommunistische Historiker Robert Conquest, die implizite Bereitschaft zum Massenmord, die in der Einstellung der Bolschewiki gegenüber dem Klassenkampf enthalten gewesen sei, zum Ausdruck, als er erklärte: „Wir müssen 90 der 100 Millionen Russlands für unsere Sache gewinnen, den Übrigen haben wir nichts zu sagen, sie müssen vernichtet werden.“ Diese Worte seitens eines der höchsten Beamten des Landes waren, so Richard Pipes, das Todesurteil für Millionen von Menschen. Zur selben Zeit hat Sinowjew laut Iswestija noch vor der öffentlichen Proklamation des Roten Terrors in Petrograd 512 Geiseln töten lassen.
Trotz seines gemeinsam mit Lew Kamenew offen geäußerten Widerspruchs zu einigen Ansichten Lenins bis hin zum vermuteten Verrat von Aufstandsplänen im Rahmen der Oktoberrevolution behielt er dessen Vertrauen und blieb sein engster Mitarbeiter und Sprecher. Als Vorsitzender des Petrograder bzw. Leningrader Sowjets und Chef des Exekutivkomitees der Komintern erlangte er großen Einfluss.
Als letzterer übte Sinowjew auch im Deutschen Oktober in der Weimarer Republik des Jahres 1923 großen Einfluss auf die deutschen Kommunisten aus. Bereits 1920 hatte er Deutschland bereist und für die „deutsche Revolution“ agitiert, dabei auch die SPD scharf angegriffen. Sinowjew selbst verfasste darüber einen Bericht, der, wie auch andere seiner Schriften, auch auf Deutsch erschien.

### Nach Lenins Tod
Nach Lenins Erkrankung und Tod bildete Sinowjew zusammen mit Stalin und Kamenew zunächst das sogenannte Triumvirat, den engsten Machtzirkel der Kommunistischen Partei, um den gemeinsamen innerparteilichen Kontrahenten Leo Trotzki, den militärischen Führer der Revolution und Volkskommissar für die Armee und Flotte, von der Macht fernzuhalten.
Im Rechenschaftsbericht des ZK der KPR (B) von 1923 vermerkte Sinowjew: „Wir sind gezwungen, die Weisungen Lenins durch kollektive Arbeit zu ersetzen.“ Wohlweislich verschwieg er allerdings, dass Lenin bereits Ende 1922 einen Brief an den Parteitag verfasst hatte, in dem er den derzeitigen Mitgliedern des Politbüros die Eignung als seine Nachfolger abgesprochen hatte. Erst 1924, nach Lenins Tod, verlas Sinowjew diesen Brief; um jedoch Widerstand zu ersticken, nur jeder Delegation einzeln.
Gleichzeitig betrieb Sinowjew jedoch, von der zunehmenden Machtfülle Stalins beunruhigt, im Geheimen dessen Sturz. 1923 traf er sich mit anderen führenden Funktionären zu einer geheimen Beratung im Kaukasus, um geeignete Maßnahmen sowohl gegen Stalin als auch gegen Trotzki zu besprechen. Der Plan scheiterte am Widerstand einiger Stalin-Anhänger und wurde dem Generalsekretär zugetragen.
Im Bestreben, sich zu rehabilitieren, forderten Sinowjew und Kamenew den Parteiausschluss Trotzkis, der weiter gegen das Triumvirat opponierte. Sinowjew sagte über Trotzki vor dem ZK: „Warum duldet ihr diesen Hundekadaver im Politbüro?“
Stalin sah somit seine Chance gekommen, sich aller Widersacher zu entledigen, indem er sie gegeneinander ausspielte. Auf einem Plenum 1925 distanzierte er sich offiziell von Sinowjew, Kamenew und deren Forderung, entzog aber gleichzeitig Trotzki seinen Posten als Armeechef. Sinowjew sah seinen Fehler zu spät ein. Ein Zweckbündnis mit Kamenew und Trotzki, das er ab 1926 anstrebte, um dem „Diktator“ Einhalt zu gebieten, wurde von anderen Funktionären vereitelt.
Sinowjew verlor 1926 seine Funktionen als Vorsitzender der Komintern und als Leningrader Parteichef, wurde als angeblicher Drahtzieher einer Verschwörung aus dem Politbüro, 1927 aus der Partei ausgeschlossen, später unter Reuebezeugungen wieder aufgenommen, erneut ausgeschlossen und nach Sibirien verbannt. Nach erzwungener öffentlicher Abkehr von jeglicher Opposition durfte er 1933 in die Partei zurückkehren und wurde Anfang 1934 zum Rektor der Universität Swerdlowsk ernannt, während Stalin schon seine Ermordung plante.
Hierfür konstruierte Stalin die Verschwörungstheorie, es gäbe einen „trotzkistisch-sinowjewschen Block“, die er später – mit Blick auf die Abstammung der Angegriffenen – noch durch antisemitische Ausfälle erweiterte.
1936 wurde Sinowjew entgegen Stalins Zusagen unter absurden, unter Folter erpressten „Geständnissen“ (er musste sich u. a. selbst als Faschisten bezeichnen) zusammen mit anderen in einem ersten inszenierten Schauprozess zum Tode verurteilt und in der Moskauer Lubjanka erschossen. Die Urteile waren, wie Chruschtschow später berichtete, schon vor dem Prozess von Stalin persönlich abgesegnet worden. Die Familienangehörigen Sinowjews und der anderen Ermordeten wurden in Arbeitslager deportiert oder ebenfalls umgebracht.
Die Kugeln, mit denen Kamenew und Sinowjew getötet wurden, wurden in ein kleines Glaskästchen mit dem darauf geschriebenen Namen des Opfers gesteckt und vom Geheimdienstchef Genrich Jagoda privat behalten. Nachdem Jagoda exekutiert worden war, übernahm sein Nachfolger Nikolai Jeschow die Kugeln, die nach dessen Exekution in den Besitz seines Nachfolgers Lawrenti Beria übergingen, der später ebenfalls hingerichtet wurde.

## Ehrungen
Zwischen 1924 und 1934 trug die ukrainische Stadt Jelisawetgrad (heute Kropywnyzkyj) ihm zu Ehren den Namen Sinowjewsk.

## Schriften in deutscher Sprache
- Pazifismus oder Marxismus (Böse Folgen einer Losung), In: Sozial-Demokrat, Verlag des Sozial-Demokrat, Genf 1915. (Digitalisat)
- Sozialismus und Krieg (Die Stellung der SDAPR zum Krieg), Verlag des Sozial-Demokrat, Genf 1915. (mit Wladimir Lenin) (Digitalisat)
- Bericht des Exekutivkomitees der Kommunistischen Internationale an den zweiten Weltkongress der Kommunistischen Internationale, Schwarz, Berlin 1920.
- Brennende Tagesfragen der internationalen Arbeiterbewegung, Kommunistische Internationale, Petrograd 1920.
- Die Aufgaben der Arbeiter- und Bauern-Jugend, Internationaler Jugend-Verlag, Berlin 1920.
- Die Rolle der Kommunistischen Partei in der proletarischen Revolution, Westeuropäischen Sekretariat der Kommunistischen Internationale, Berlin 1920.
- Die russische Revolution und das internationale Proletariat. Zum zweiten Jahrestag der proletarischen Umwälzung in Rußland, Verlag der Kommunistischen Internationale, Hamburg 1920. (Digitalisat)
- Die Weltrevolution und die III. Kommunistische Internationale. Rede auf dem Parteitag der USPD in Halle am 14. Oktober 1920, Verlag der Kommunistischen Internationale, Hamburg 1920.
- Heer und Volk. Sowjetmacht und Offiziersstand, Verlag der Kommunistischen Internationale, Petrograd 1920.
- N. Lenin. Sein Leben und seine Tätigkeit, Malik-Verlag, Berlin 1920. (Digitalisat)
- Vom Werdegang unserer Partei, Verlag der Kommunistischen Internationale, Hamburg 1920.
- Was die Kommunistische Internationale bisher war und was sie nun werden muss, Verlag der Kommunistischen Internationale, Hamburg 1920.
- Der Aufbau der Volkswirtschaft und die Sowjetmacht, Verlag der Kommunistischen Internationale, Hamburg 1921.
- Die Kämpfe der Kommunistischen Internationale. Bericht über die Tätigkeit der Exekutive, gegeben auf dem III. Weltkongress der Kommunistischen Internationale, Verlag der Kommunistischen Internationale, Hamburg 1921.
- Die Taktik der Kommunistischen Internationale. Rückblick auf die Arbeiten des III. Weltkongresses, Verlag der Kommunistischen Internationale, Hamburg 1921.
- Gegen den Strom. Aufsätze aus den Jahren 1914–1916, Hoym, Hamburg, 1921. (mit Wladimir Lenin)  (Digitalisat)
- Von der bürgerlichen bis zur proletarischen Revolution, Franke, Leipzig 1921.
- Zwölf Tage in Deutschland, Verlag der Kommunistischen Internationale, Hamburg 1921.
- Alte Ziele, neue Wege. Über die proletarische Einheitsfront, Verlag der Kommunistischen Internationale, Hamburg 1922.
- Die Kommunistische Internationale und die proletarische Einheitsfront, Verlag der Kommunistischen Internationale, Hamburg 1922.
- Über die antisowjetistischen Parteien und Strömungen, Hoym, Hamburg 1922.
- Die Kommunistische Internationale auf dem Vormarsch, Hoym, Hamburg 1923.
- Geschichte der kommunistischen Partei Russlands (Bolschewiki), Hoym, Hamburg 1923.
- Probleme der deutschen Revolution, Hoym, Hamburg 1923. (Digitalisat)
- Der Krieg und die Krise des Sozialismus, Verlag für Literatur und Politik, Wien 1924. (Digitalisat)
- Die gegenwärtige Lage der Sowjetmacht und der Kommunismus, Hoym, Hamburg 1924.
- Die Weltpartei des Leninismus, Hoym, Hamburg 1924.
- Fünf Jahre Kommunistische Internationale, Hoym, Hamburg 1924.
- Lenin, Verlag für Literatur und Politik, Wien 1924. (Digitalisat)
- Über die Aufgaben der KPR, Hoym, Hamburg 1924.
- Über die Bolschewisierung der Parteien. Reden vor der Erweiterten Exekutive, März/April 1925, Hoym, Hamburg 1925.
- Über die gegenwärtigen Aufgaben unserer Politik, Hoym, Hamburg, 1925.
- Der neue Kurs, Vereinigung Internationaler Verlagsanstalten, Berlin 1926. (mit Nikolai Bucharin)
- Sinowjew, Kamenew, Lenin, Trotzki, Stalin, Bucharin u. a. (Originaltexte) in: Ulf Wolter (Hrsg.): Die Linke Opposition in der Sowjetunion 1923–1928, 5 Bände; Verlag Olle & Wolter, Berlin 1975–1978; ISBN 3-921241-08-1